# Nisenan
El nisenan (o alternativament, maidu meridional, neeshenam, nishinam, pujuni, o wapumni) és una llengua gairebé extinta de les llengües maidu parlada pels nisenans (fracció meridional dels maidu) de Califòrnia central als contraforts de la Sierra, en el conjunt de les confluències dels rius American, Bear i Yuba.
Segons el web Ethnologue només hi ha un parlant conegut. No obstant això es creu que hi ha uns pocs d'altres parlants, tot i que no se'n coneix el nombre. La majoria dels parlants també parlen un o més dels diferents dialectes.
Recentment s'ha hagut uns petits esforços de revitalització de l'idioma com ara el llançament del Nisenan Workbook (tres volums fins ara) impulsat per Alan Wallace, que es pot trobar al Museu Indi de l'Estat de Califòrnia a Sacramento i al Centre d'Interpretació Maidu a Roseville.
A mesura que els nisenans (com molts dels nadius del centre de Califòrnia) no eren una sola tribu gran, sinó una col·lecció de petits grups independents (més petits en comparació amb els grups nadius a l'est) que s'agrupaven principalment per similitud lingüística, hi ha hi havia molts dialectes amb diferents graus de variació. Això ha donat lloc a un cert grau d'inconsistència en les dades lingüístiques disponibles, sobretot pel que fa als fonemes.

## Fonologia
La fonologia del nisenan és similar al konkow i al maidu. Tenint en compte els diferents dialectes sembla que hi ha una bona quantitat d'al·lòfons a través dels dialectes.

### Consonants
|            |            | Bilabial | Alveolar | Palatal | Velar | Glotal |
| ---------- | ---------- | -------- | -------- | ------- | ----- | ------ |
| Nasal      | Nasal      | m        | n        |         |       |        |
| Oclusiva   | sorda      | p        | t        |         | k     | ʔ      |
| Oclusiva   | ejectiva   | pʼ       | tʼ       |         | kʼ    |        |
| Oclusiva   | implosiva  | ɓ        | ɗ        |         |       |        |
| Africada   | Africada   |          | ts ~ tʃ  | ts ~ tʃ |       |        |
| Fricativa  | Fricativa  |          | s ~ ʃ    | s ~ ʃ   |       | h      |
| Aproximant | Aproximant |          | l        | j       | w     |        |

L'única consonant africada ha estat descrita comunament com a alveolar [ts], encara que algunes fonts la descriuen com postalveolar [tʃ]. D'acord amb el Nisenan Workbook d'Alan Wallace, [tʃ] i [ts] apareixeran en distribució complementària. Per exemple, la paraula per "deu" es transcriu com 'maacam' (/c/ com a [tʃ]) en el Workbook #1 i com a 'maatsam' al Workbook #2. Una al·lofonia similar ocorre entre [s] i [ʃ].
/pʼ tʼ kʼ/ han estat catalogades com a ejectives (lenis ejectives d'acord amb "Central Hill Nisenan Texts with Grammatical Sketch" d'Andrew Eatough) mentre que altres fonts les han qualificat simplement com a emfàtiques sense definir més concretament pel que fa a la forma en què contrasten amb les oclusives simples. Els Nisenan Workbooks les representen en la transcripció, tot i que les guies de so encara han de distingir les oclusives simples.
Hom va assenyalar un clic audible amb /b/ i /d/ entre alguns parlants ancians d'almenys un dialecte d'una de les llengües maidu. Les guies de so en els Nisenan Workbooks sostenen /b/ i /d/ com a oclusives sonores en anglès.
Algunes paraules tenen una doble consonant (p. ex. wyttee [1], dappe [coiot], konna [nena]), però no és clar si això es deu a la geminació com les consonants dobles en japonès o simplement la mateixa consonant és a l'extrem d'una síl·laba i el començament de la següent.

### Vocals
Totes les vocals venen en parells llarga/curta
|         | Anterior | Central | Posterior |
| ------- | -------- | ------- | --------- |
| Tancada | i        | ɨ       | u         |
| Mitjana | e        | ə       | o         |
| Oberta  |          | a       |           |

Les vocals llargues s'indiquen mitjançant una duplicació de la vocal.
/e/ és una mica més baixa, al nivell de /ə/, en algun lloc entre la cardinal [e] i [ɛ]
/ɨ/ és de vegades més enrere, més a prop de cardinal [ɯ]
/u/ i /o/ són una mica més baixes i més centralitzades que les formes cardinals transcrites.

## Nombres
Nota:A causa de la variació dialectal de tribu a tribu, algunes fonts poden tenir diferents paraules. Aquests han estat presos dels Nisenan Workbooks.
1 = wyttee

2 = peen

3 = sap'yj

4 = cyyj

5 = maawyk

6 = tymbo

7 = top'yj

8 = peencyyj

9 = peli'o

10 = maacam
11 = maacam na wyttee (lit. 10 i 1 o 10+1; 'na' = +/i)

12 = maacam na peen (etc. per 13 i més)
20 = peenmaacam (lit. 2 10 o 2x10)

30 = sap'yjmaacam (etc. per a 40 i més)
100 = maawykhaapa